# Język luba
Język luba (luba-kasai, cziluba) – język z grupy bantu, używany w prowincji Kasaï-Occidental, Kasaï-Oriental oraz Katanga na południu Demokratycznej Republiki Konga. Jest jednym z 4 narodowych języków w tym kraju. Pełni rolę lingua franca dla ok. miliona ludzi, jako ich drugi język. Liczy 7,8 miliona użytkowników.